# 雨中冒险2
《雨中冒险2》是由Hopoo Games开发、並由Gearbox软件發行的roguelike第三人称射击游戏。本作是2013年《雨中冒险》的续作。游戏于2019年3月在Steam平台以搶先體驗形式发布，Hopoo Games表示在推出最终版本之前预计将进行大约一年的開發。

## 游戏玩法
《雨中冒險2》遵循与一代类似的方法，其中玩家必须在杀死敌人的同时经历几个不同且随机的地图场景。 在每个场景上，玩家的目标是找到随机位于关卡中的远程传送器;一旦激活传送器后，玩家必须击败随之产生的boss，直到传送器充能完毕。 杀害外星人获得经验和金币;该金币可用于从该场景内遍布的宝箱中购买交换物品。 升级则为携带它们的玩家提供了广泛的提升，并且如果获得了相同的多个同样物品，则提供堆叠的战斗力。 另一方面，外星人的强度和数量每五分钟就会增加一次，因此玩家在任何场景上停留的时间越长，游戏就越难。 在游戏中 ，玩家通过完成某些游戏中的成就来解锁对新的可玩角色，技能的升级以及新的物品;一旦解锁，玩家就可以在游戏开始时选择新的角色，并且新解锁的物品会在游戏中随机出现。
《雨中冒險2》保留了一些一代的生物与物品，但是将游戏环境从2D变为3D。

## 開發
在2017年5月，Hopoo game宣布他们已经为续作雨中冒险2工作了6个月时间。这部续作依然维持了与前作相同的核心循环。尽管游戏尚处在早期开发阶段，Hopoo声明他们正在将游戏从2D转换为3D，因为3D游戏可以提供“更加深度的设计空间与制作一个优秀游戏的更多可能”。当他们开始开发续作时，Hopoo在一开始时以一个一代中出现的，由玩家控制的一个怪兽为原型，塑造了二代的方案。一部分原因（使用3D）来源于一代玩家在游戏中用游戏内的物品创造的多样的人物，Hopoo想要在二代中保留这种方式，但是2D图像的方式无法给予足够的可以看到的空间去表现这些内容。所以他们将原型从2D转换为了2.5D，用3D的方式展示玩家的角色，但是玩家只能在2D的平台上进行游戏，但是当他们完成这个作品后，他们觉得把整个游戏移植到3D平台会更好。续作会使用Unity引擎，Hopoo设计人员必须一边学习使用它一边进行游戏开发。
续作将继承大部分一代中的人物与职业，但会添加新的能力之间的差异以反映2D和3D。 Hopoo解释说，一些在一代中难以对付的怪物，因为它们的大小可以轻易地在3D环境中被 kited （放风筝），所以给他们增加了新的攻击方式，使击败他们变得更加困难。 3D图预计将有足够大的世界与随机安置的最终目标传送点和物品，因此，他们原本不希望加入不同的难度阶段，因为大型地图将提供足够多的变化可能，玩家将很难一次性体验完成所有的难度阶段。 Hopoo计划改善多人游戏环境，包括使用steam提供的P2P连接，包括私人匹配，以及分屏游戏。 Hopoo预期在2019年早期放出游戏，以建立游戏社区，获得反馈，并通过提供经常的更新避免过久的等待。 2019年3月27日游戏登陆平台。 游戏早期开发阶段预期持续一年，在这期间Hopoo游戏已经设置了具体的目标包括：10位的角色，10个地区，12个boss，超过100个可以收集的物品。 Gearbox Publishing 将帮助他们发行游戏。

## 1.0正式版
Hopoo game于2020年8月11日于蒸汽平台发布了游戏的1.0正式版，添加了一位新的主角、一个正式的游戏结局、以及一些数值上的修改。

## 額外內容
在2020年12月，Hopoo Games 在官方社群媒體上發布了將來對遊戲內容的企劃與展望，包含免費周年更新與首個付費擴充包。免費周年更新帶來了一位全新的倖存者，新增多個道具，以及對舊有道具的改動。
2021年9月，Hopoo Games 發布了對於首個擴充包的遊戲內容預告，包含全新的道具、不同的道具種類，以及全新關卡、敵人、倖存者等等，而擴充包也被官方命名為"Survivors of the Void"（中文翻譯為虛空倖存者）。
於2022年3月1日，Hopoo Games 正式發布首個擴充包 - "Survivors of the Void"
　　其內容包含新的道具，全新的道具種類 - 虛空系列 ，全新的關卡、玩法模式、敵人、最終Boss，以及兩位倖存者 - 磁軌砲手與虛空惡鬼。

## 反響
在遊戲剛推出搶先體驗的幾天之內，Hopoo Game提供了《雨中冒險2》“买一送一”的限時促销活动。自发布一周后，Hopoo宣布已有超過65万名玩家遊玩過游戏，其中约有15万人是透過限時促销活动來取得遊戲。 在搶先體驗階段的第一个月内，该游戏已售出超过100万份。 